# Roma Volley Club 2019-2020 (femminile)
Questa voce raccoglie le informazioni riguardanti la Roma Volley Club nelle competizioni ufficiali della stagione 2019-2020.

## Organigramma societario
Area direttiva
- Presidente: Pietro Mele

Area tecnica
- Allenatore: Stefano Micoli (fino al 10 dicembre 2019), Fabio Cavaioli (dal 28 dicembre 2019)
- Allenatore in seconda: Andrea Mafrici

## Rosa
| N° | Nome                  | Ruolo | Data di nascita  | Nazionalità sportiva |
| -- | --------------------- | ----- | ---------------- | -------------------- |
| 1  | Federica Mastrodicasa | C     | 5 febbraio 1988  | Italia               |
| 2  | Giulia Pietrelli      | S     | 27 agosto 1988   | Italia               |
| 3  | Giulia Bucci          | L     | 8 maggio 2002    | Italia               |
| 4  | Alice De Luca Bossa   | P     | 8 giugno 2000    | Italia               |
| 5  | Martina Balboni       | P     | 29 gennaio 1991  | Italia               |
| 6  | Agnese Cecconello     | C     | 6 novembre 1999  | Italia               |
| 7  | Geraldina Quiligotti  | L     | 16 ottobre 1994  | Italia               |
| 8  | Deborah Liguori       | S     | 29 agosto 1989   | Italia               |
| 9  | Valentina Varani      | C     | 9 ottobre 2002   | Italia               |
| 10 | Yasmeen Bedart-Ghani  | O     | 8 novembre 1996  | Stati Uniti          |
| 11 | Sofia Tosi            | O     | 22 aprile 1997   | Italia               |
| 12 | Alessia Arciprete     | S     | 6 settembre 1997 | Italia               |
| 17 | Valeria Pizzolato     | C     | 20 maggio 1999   | Italia               |
| 18 | Holly Toliver         | O     | 17 novembre 1995 | Stati Uniti          |

## Risultati

### Serie A2

#### Regular season

##### Girone di andata
| 1ª giornata - 6 ottobre 2019 PalaSanbapolis, Trento            | Trentino Rosa       | 3 - 0 | Roma Club       | 25-16, 25-19, 25-23               |
| 2ª giornata - 13 ottobre 2019 Honey Sport City, Roma           | Roma Club           | 3 - 0 | Futura Giovani  | 25-22, 25-16, 25-21               |
| 3ª giornata - 20 ottobre 2019 PalaManera, Mondovì              | Mondovì             | 3 - 0 | Roma Club       | 25-17, 25-23, 25-21               |
| 4ª giornata - 27 ottobre 2019 Honey Sport City, Roma           | Roma Club           | 3 - 0 | Marsala         | 25-17, 25-20, 25-19               |
| 5ª giornata - 31 ottobre 2019 Honey Sport City, Roma           | Roma Club           | 3 - 2 | Due Principati  | 25-22, 18-25, 21-25, 25-21, 15-10 |
| 6ª giornata - 3 novembre 2019 PalaCollodi, Montecchio Maggiore | Montecchio Maggiore | 3 - 0 | Roma Club       | 25-21, 25-18, 25-16               |
| 7ª giornata - 10 novembre 2019 PalaRuffini, Torino             | CUS Torino          | 3 - 0 | Roma Club       | 25-20, 25-19, 25-17               |
| 8ª giornata - 17 novembre 2019 Honey Sport City, Roma          | Roma Club           | 2 - 3 | Olimpia Teodora | 25-23, 23-25, 23-25, 25-20, 12-15 |
| 9ª giornata - 24 novembre 2019 PalaFontescodella, Macerata     | Helvia Recina       | 3 - 0 | Roma Club       | 25-14, 26-24, 25-22               |

##### Girone di ritorno
| 10ª giornata - 1º dicembre 2019 Honey Sport City, Roma                       | Roma Club       | 1 - 3 | Trentino Rosa       | 28-26, 18-25, 23-25, 19-25        |
| 11ª giornata - 8 dicembre 2019 Palazzetto San Luigi, Busto Arsizio           | Futura Giovani  | 3 - 0 | Roma Club           | 25-21, 25-22, 25-16               |
| 12ª giornata - 14 dicembre 2019 Honey Sport City, Roma                       | Roma Club       | 0 - 3 | Mondovì             | 11-25, 20-25, 21-25               |
| 13ª giornata - 21 dicembre 2019 PalaBellina, Marsala                         | Marsala         | 3 - 2 | Roma Club           | 25-21, 25-12, 17-25, 16-25, 17-15 |
| 14ª giornata - 26 dicembre 2019 Palazzetto Sant'Antonio, Pontecagnano Faiano | Due Principati  | 3 - 0 | Roma Club           | 25-23, 25-22, 25-21               |
| 15ª giornata - 29 dicembre 2019 Honey Sport City, Roma                       | Roma Club       | 3 - 1 | Montecchio Maggiore | 27-25, 25-13, 18-25, 25-21        |
| 16ª giornata - 5 gennaio 2020 Honey Sport City, Roma                         | Roma Club       | 3 - 1 | CUS Torino          | 25-13, 22-25, 25-18, 25-20        |
| 17ª giornata - 12 gennaio 2020 PalaCosta, Ravenna                            | Olimpia Teodora | 2 - 3 | Roma Club           | 25-22, 27-25, 20-25, 20-25, 15-17 |
| 18ª giornata - 19 gennaio 2020 Honey Sport City, Roma                        | Roma Club       | 1 - 3 | Helvia Recina       | 25-23, 16-25, 16-25, 18-25        |

#### Pool salvezza

##### Girone di andata
| 1ª giornata - 9 febbraio 2020 Honey Sport City, Roma      | Roma Club   | 3 - 2 | Montale          | 16-25, 17-25, 25-23, 25-20, 15-12 |
| 2ª giornata - 16 febbraio 2020 Centro Pavesi, Milano      | Club Italia | 3 - 2 | Roma Club        | 25-22, 21-25, 25-17, 21-25, 15-11 |
| 3ª giornata - 23 febbraio 2020 Honey Sport City, Roma     | Roma Club   | 0 - 3 | Cutrofiano       | 11-25, 18-25, 20-25               |
| 4ª giornata - 11 marzo 2020 Palestra comunale, Talmassons | Talmassons  | -     | Roma Club        | annullata                         |
| 5ª giornata - 8 marzo 2020 Honey Sport City, Roma         | Roma Club   | -     | Academy Sassuolo | annullata                         |

##### Girone di ritorno
| 6ª giornata - 15 marzo 2020 Palestra Magagni, Castelnuovo Rangone | Montale          | - | Roma Club   | annullata |
| 7ª giornata - 22 marzo 2020 Honey Sport City, Roma                | Roma Club        | - | Club Italia | annullata |
| 8ª giornata - 29 marzo 2020 PalaCesari, Cutrofiano                | Cutrofiano       | - | Roma Club   | annullata |
| 9ª giornata - 5 aprile 2020 Honey Sport City, Roma                | Roma Club        | - | Talmassons  | annullata |
| 10ª giornata - 11 aprile 2020 PalaPaganelli, Sassuolo             | Academy Sassuolo | - | Roma Club   | annullata |

## Statistiche

### Statistiche di squadra
| Competizione | Punti | In casa | In casa | In casa | In trasferta | In trasferta | In trasferta | Totale | Totale | Totale |
| Competizione | Punti | G       | V       | P       | G            | V            | P            | G      | V      | P      |
| ------------ | ----- | ------- | ------- | ------- | ------------ | ------------ | ------------ | ------ | ------ | ------ |
| Serie A2     | 21    | 11      | 6       | 5       | 10           | 1            | 9            | 21     | 7      | 14     |
| Totale       | -     | 11      | 6       | 5       | 10           | 1            | 9            | 21     | 7      | 14     |

G = partite giocate; V = partite vinte; P = partite perse

### Statistiche dei giocatori
| Giocatore        | Serie A2 | Serie A2 | Serie A2 | Serie A2 | Serie A2 | Totale | Totale | Totale | Totale | Totale |
| Giocatore        | P        | PT       | AV       | MV       | BV       | P      | PT     | AV     | MV     | BV     |
| ---------------- | -------- | -------- | -------- | -------- | -------- | ------ | ------ | ------ | ------ | ------ |
| A. Arciprete     | 21       | 279      | ?        | ?        | ?        | 21     | 279    | ?      | ?      | ?      |
| M. Balboni       | 21       | 42       | ?        | ?        | ?        | 21     | 42     | ?      | ?      | ?      |
| Y. Bedart-Ghani  | 1        | 4        | ?        | ?        | ?        | 1      | 4      | ?      | ?      | ?      |
| G. Bucci         | 2        | 0        | ?        | ?        | ?        | 2      | 0      | ?      | ?      | ?      |
| A. Cecconello    | 21       | 197      | ?        | ?        | ?        | 21     | 197    | ?      | ?      | ?      |
| A. De Luca Bossa | 10       | 0        | ?        | ?        | ?        | 10     | 0      | ?      | ?      | ?      |
| D. Liguori       | 20       | 50       | ?        | ?        | ?        | 20     | 50     | ?      | ?      | ?      |
| F. Mastrodicasa  | 21       | 157      | ?        | ?        | ?        | 21     | 157    | ?      | ?      | ?      |
| G. Pietrelli     | 20       | 183      | ?        | ?        | ?        | 20     | 183    | ?      | ?      | ?      |
| V. Pizzolato     | 10       | 0        | ?        | ?        | ?        | 10     | 0      | ?      | ?      | ?      |
| G. Quiligotti    | 21       | 0        | ?        | ?        | ?        | 21     | 0      | ?      | ?      | ?      |
| H. Toliver       | 10       | 116      | ?        | ?        | ?        | 10     | 116    | ?      | ?      | ?      |
| S. Tosi          | 17       | 127      | ?        | ?        | ?        | 17     | 127    | ?      | ?      | ?      |
| V. Varani        | 0        | 0        | ?        | ?        | ?        | 0      | 0      | ?      | ?      | ?      |

P = presenze; PT = punti totali; AV = attacchi vincenti; MV = muri vincenti; BV = battute vincenti